# Anton von der Streithorst
Anton von der Streithorst (* 1562 oder 1563 in Wolfenbüttel; † 17. September 1625 in braunschweigischer Gefangenschaft) war ein braunschweigischer Staatsmann.

## Leben
Anton von der Streithorst stammte aus dem ursprünglich westfälischen Adelsgeschlecht von der Streithorst mit Stammsitz in Streithorst, dessen Übersiedlung nach Braunschweig erst kürzlich erfolgt war. Er war ein mittlerer Sohn des Hofmarschalls und Statthalters in Wolfenbüttel Christoph von der Streithorst († 1576) und der Eva von Sambleben († 1589).

### Werdegang
Am 13. Juli 1576 schrieb sich Streithorst gemeinsam mit vier seiner Brüder an der Universität Helmstedt ein. Unter Begleitung des späteren Helmstedter Professors Friedrich Dasypodius und bei gleichzeitiger Fortsetzung seiner Studien durchreiste er Oberdeutschland und Italien. Nach Abschluss der Ausbildung zog er sich 1589 nach Schliestedt zurück. 
1591 trat Streithorst in die Dienste Herzogs Heinrich Julius von Braunschweig-Wolfenbüttel. Er fand Verwendung bei verschiedenen Behörden, wurde insbesondere zu Gesandtschaften herangezogen und schließlich gleich zu Beginn des Jahres 1600 als Hofrat beim Hofgericht angestellt. Mit dem Thronwechsel avancierte er 1615 zum Oberhofmeister, Geheimrat und Hofrichter, wobei ihm vier Regierungs- und Geheimräte, darunter Eberhard von Weyhe, beigeordnet wurden. 
Wegen der anhaltenden Regierungsunwilligkeit Herzog Friedrich Ulrichs von Braunschweig-Wolfenbüttel setzte sich die Machtentfaltung Streithorsts ungebremst fort. Im Dezember 1616 wurde er zum Statthalter und Geheimen Kammerrat sowie abermals zum Hofrichter ernannt. Die Anzahl der ihn stützenden Räte wurde um zwei, unter anderem Arndt von Wopersnow erweitert. Es entstand das sogenannte Regiment der ungetreuen Drosten.
Es kam unter der Regierung Streithorsts zu eigener Bereicherung und Vernachlässigung der Landesinteressen in höchsten Maße, insbesondere zur Münzverfälschung, dem sogenannten Kipper- und Wipperwesen, was größten Schaden für den Handel und die Wirtschaft im Braunschweigischen nach sich zog. Ein prominentes Opfer der Clique wurde der Unternehmer Statius von Münchhausen. Erst 1622 wurde die Regierung Streithorst entlassen und ein Verfahren gegen ihre Protagonisten angestrebt. 
Im Mai 1623 begann das ordentliche Gerichtsverfahren. Auf Betreiben seiner Verwandten hatte Kaiser Ferdinand II. einen Befehl erwirkt, Streithorst gegen eine Kaution von 100.000 Gulden freizulassen und ihm seine eingezogenen Güter rückzuübertragen. Dem wurde jedoch in Braunschweig nicht entsprochen. Streithorst starb in der Gefangenschaft, bevor ein Urteil gefällt werden konnte.
Streithorst war aus väterlichem Erbe Herr auf Schliestedt, wo er auch begraben wurde.

### Familie
Anton hinterließ aus seinen beiden aufeinander folgenden Ehen, zuerst mit Anna Marie von Seggerde († 1613) und dann mit Dorothea von Bibow († 1659), vier Söhne: 
1. Christoph von der Streithorst, braunschweigischer Geheimrat und Landdrost
2. Julius Ernst von der Streithorst, übernahm 1637 das vom Grafen von Mansfeld verpfändete Amt Erdeborn
3. Franz Otto von der Streithorst
4. Julius August von der Streithorst